# Bistrica, Gradiška
Bistrica je naselje v občini Gradiška, Bosna in Hercegovina. 

## Deli naselja
Bistrica, Dubrave, Jelići, Lednića Brdo, Potok in Varoš.

## Prebivalstvo
| Pregled števila prebivalcev po letih | Pregled števila prebivalcev po letih | Pregled števila prebivalcev po letih | Pregled števila prebivalcev po letih | Pregled števila prebivalcev po letih | Pregled števila prebivalcev po letih |
| ------------------------------------ | ------------------------------------ | ------------------------------------ | ------------------------------------ | ------------------------------------ | ------------------------------------ |
| 1948                                 | 1953                                 | 1961                                 | 1971                                 | 1981                                 | 1991                                 |
| -                                    | -                                    | -                                    | 908                                  | 824                                  | 795                                  |

| Narodna sestava prebivalstva po letih                                                                                      | Narodna sestava prebivalstva po letih                                                                                       | Narodna sestava prebivalstva po letih                                                                                       |
| --- | --- | --- |
| 1971 | 1981 | 1991 |
| . skupaj: 908 Srbi 899 (99,00 %) Hrvati 6 (0,66 %) Muslimani 0 (0,00 %) Jugoslovani 0 (0,00 %) drugi in neznano 3 (0,33 %) | . skupaj: 824 Srbi 797 (96,72 %) Hrvati 3 (0,36 %) Muslimani 1 (0,12 %) Jugoslovani 16 (1,94 %) drugi in neznano 7 (0,84 %) | . skupaj: 795 Srbi 764 (96,10 %) Hrvati 8 (1,00 %) Muslimani 2 (0,25 %) Jugoslovani 12 (1,50 %) drugi in neznano 9 (1,13 %) |